# Collinstown
Collinstown ((irl. Baile na gCailleach) – miasto w północno-zachodniej części hrabstwa Westmeath w Irlandii przy trasie R395 (Dublin–Granard), niedaleko Mullingar.